# Виноградов Олексій Іванович
Олексі́й Іва́нович Виногра́дов — радянський науковець, фахівець в царині будівельної механіки, доктор технічних наук (1950), професор (1951).

## З життєпису
1935 року закінчив Московський інститут залізничного транспорту, 1944-го — Харківський університет. Від 1935 року працював у Центральному НДІ шляхів Народного комісаріату шляхів.
У роки німецько-радянської війни працював на будівництвах оборонних рубежів під Москвою, згодом — в апараті Головного управління військово-відбудовних робіт.
Від 1951 року — керівник кафедри механіки механіки Харківського інституту інженерів залізничного транспорту.
В 1960—1970 роках працював науковим консультантом Центрального НДІ будівельних конструкцій у Москві, розробляв оптимальні стержневі системи.
Серед робіт:
- «Питання розрахунку споруд найменшої ваги», 1955
- «Проблема оптимального проектування в будівельній механіці: цикл лекцій», 1973